# Lazer (Hautes-Alpes)
Pour les articles homonymes, voir Lazer.
Lazer est une commune française située dans le département des Hautes-Alpes en région Provence-Alpes-Côte d'Azur.

## Géographie

### Localisation
La commune est située à quatre kilomètres de Laragne-Montéglin, dans le canton éponyme. Le village est dispersé au gré des hameaux tels que les Résolues, Quartier Saint Jean.
La commune est le siège de la communauté de communes du Laragnais. Quatre communes jouxtent Lazer :
| Saint-Genis       |       | Ventavon |
|                   | Lazer |          |
| Laragne-Montéglin |       | Upaix    |

### Transports
La mairie se trouve en bordure de la route départementale 942 reliant Laragne-Montéglin à Gap.
Le territoire communal est également desservi par les routes départementales 51 (reliant les Résolues, au sud de la commune, à Upaix), 112 (desservant le centre du village) et 212.

### Climat
Pour des articles plus généraux, voir Climat de Provence-Alpes-Côte d'Azur et Climat des Hautes-Alpes.
En 2010, le climat de la commune est de type climat méditerranéen altéré, selon une étude du Centre national de la recherche scientifique s'appuyant sur une série de données couvrant la période 1971-2000. En 2020, Météo-France publie une typologie des climats de la France métropolitaine dans laquelle la commune est exposée à un climat de montagne ou de marges de montagne et est dans la région climatique Alpes du sud, caractérisée par une pluviométrie annuelle de 850 à 1 000 mm, minimale en été.
Pour la période 1971-2000, la température annuelle moyenne est de 10,7 °C, avec une amplitude thermique annuelle de 17,9 °C. Le cumul annuel moyen de précipitations est de 907 mm, avec 6,9 jours de précipitations en janvier et 4,8 jours en juillet. Pour la période 1991-2020, la température moyenne annuelle observée sur la station météorologique de Météo-France la plus proche, « Laragne Montéglin », sur la commune de Laragne-Montéglin à 4 km à vol d'oiseau, est de 12,0 °C et le cumul annuel moyen de précipitations est de 813,8 mm. 
La température maximale relevée sur cette station est de 41,1 °C, atteinte le 28 juin 2019 ; la température minimale est de −17,4 °C, atteinte le 18 décembre 2010,,.
Les paramètres climatiques de la commune ont été estimés pour le milieu du siècle (2041-2070) selon différents scénarios d'émission de gaz à effet de serre à partir des nouvelles projections climatiques de référence DRIAS-2020. Ils sont consultables sur un site dédié publié par Météo-France en novembre 2022.

## Urbanisme

### Typologie
Au 1er janvier 2024, Lazer est catégorisée commune rurale à habitat dispersé, selon la nouvelle grille communale de densité à 7 niveaux définie par l'Insee en 2022.
Elle appartient à l'unité urbaine de Laragne-Montéglin, une agglomération intra-départementale dont elle est une commune de la banlieue,. Par ailleurs la commune fait partie de l'aire d'attraction de Laragne-Montéglin, dont elle est une commune de la couronne,. Cette aire, qui regroupe 10 communes, est catégorisée dans les aires de moins de 50 000 habitants,.

### Occupation des sols
L'occupation des sols de la commune, telle qu'elle ressort de la base de données européenne d’occupation biophysique des sols Corine Land Cover (CLC), est marquée par l'importance des forêts et milieux semi-naturels (52,5 % en 2018), en augmentation par rapport à 1990 (46,2 %). La répartition détaillée en 2018 est la suivante : 
espaces ouverts, sans ou avec peu de végétation (26 %), terres arables (18,1 %), forêts (15,2 %), cultures permanentes (13,2 %), milieux à végétation arbustive et/ou herbacée (11,3 %), zones agricoles hétérogènes (10,9 %), zones industrielles ou commerciales et réseaux de communication (2,1 %), eaux continentales (1,6 %), prairies (1,5 %).
L'évolution de l’occupation des sols de la commune et de ses infrastructures peut être observée sur les différentes représentations cartographiques du territoire : la carte de Cassini (XVIIIe siècle), la carte d'état-major (1820-1866) et les cartes ou photos aériennes de l'IGN pour la période actuelle (1950 à aujourd'hui).

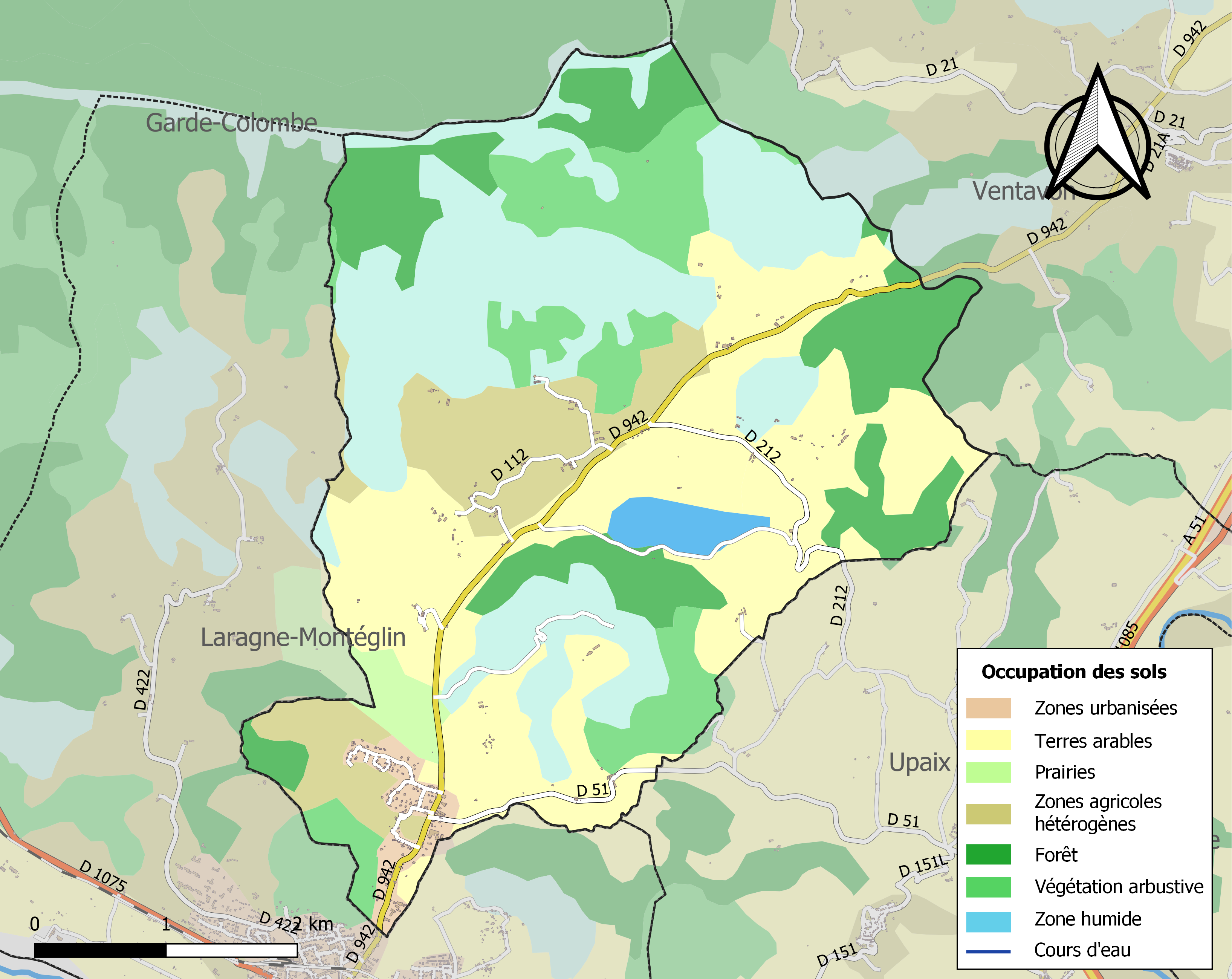
Carte de l'occupation des sols de la commune en 2018 (CLC).

### Risques naturels et technologiques
Lazer est soumise à plusieurs risques :
- feu de forêt ;
- inondation ;
- mouvement de terrain ;
- séisme (zone de sismicité modérée ou niveau 3) ;
- industriel.

Aucun plan de prévention des risques (PPR) n'a été approuvé, la maire justifiant l'existence de demandes de permis de construire sur une zone inondable en bordure de Véragne après lancement d'une étude hydraulique ; le DICRIM n'existe pas encore.

## Toponymie
Le nom de la localité est cité sous le nom latin de Castrum Lazari en 1152 dans une bulle du pape Eugène IIIe, sous le nom Castrum de Lazaro en 1271 dans « le Livre rouge de Gap ».
Lazari : forme occitane de Lazare ; qui avait pris au Moyen Âge le sens de « lépreux », que l'on appelaient Lazares.

## Histoire
Après la mort de Jean III, comte d’Armagnac dans son expédition de conquête du duché de Milan, le 25 juillet 1391, Guilhin Camisard prend la tête des routiers désormais sans emploi et opère dans les années 1390 à partir de Lazer, pillant les environs. Il est capturé la même année par le vicomte de Valernes, Raymond de Beaufort, et meurt en captivité dans le château de Valernes.

## Économie
Une centrale hydroélectrique utilisant les eaux du barrage du Riou sur le Buëch est installée sur la commune depuis 1991.
EDF a inauguré en 2023 un nouveau type de centrale photovoltaïque en installant des panneaux solaires sur la retenue du barrage du Riou. Cette solution permet de faire face à la pénurie de foncier qui freine de manière croissante l'installation des centrales solaires et de maintenir une production électrique en été lorsque l'eau de la retenue est utilisée en priorité pour l'irrigation. 50 000 panneaux ont été installés sur des flotteurs ancrés au fond de la retenue par des blocs de béton de 4 tonnes. La centrale, installée à Lazer dans le pays de Buëch, a une capacité de 20 MW soit l'équivalent de la puissance électrique consommée par 12 500 personnes.
La carrière de gypse est ouverte en 1992. L'initiative de son exploitation revient aux Plâtres Lambert qui ont obtenu les droits de fortage en 1988. Quand en 1990, cette société devient filiale de BPB (British Plaster Board), la production de gypse, matière première du plâtre, est affectée à l'approvisionnement de l'usine de Placoplatre de Chambéry. Préalablement à l'exploitation, les flancs de la butte ont été fouillés et ont livré un ancien village médiéval construit en gypse et datant du XIIe au XIVe siècle.

## Politique et administration

### Liste des maires
| Période                                  | Période  | Identité                | Étiquette | Qualité |
| ---------------------------------------- | -------- | ----------------------- | --------- | --- |
| Les données manquantes sont à compléter. |          |                         |           | |
|                                          | 2007     | Claude Morhet           | DVD       | |
| août 2007                                | 2017     | Patricia Morhet-Richaud | UMP-LR    | Employée - Sénatrice depuis le 28 décembre 2014 (suppléante de Jean-Yves Dusserre) 2e vice-présidente de la communauté de communes |
| octobre 2017                             | mai 2020 | Jean-Marie Long         |           | Retraité agricole |
| mai 2020                                 | En cours | Serge Maoui,            |           | Employé civil ou agent de service de la fonction publique                                                                          |

### Intercommunalité
Lazer fait partie :
- de 1995 à 2017, de la communauté de communes du Laragnais, dont elle été le siège ;
- à partir du 1er janvier 2017, de la communauté de communes Sisteronais-Buëch.

## Population et société

### Démographie
L'évolution du nombre d'habitants est connue à travers les recensements de la population effectués dans la commune depuis 1793. Pour les communes de moins de 10 000 habitants, une enquête de recensement portant sur toute la population est réalisée tous les cinq ans, les populations de référence des années intermédiaires étant quant à elles estimées par interpolation ou extrapolation. Pour la commune, le premier recensement exhaustif entrant dans le cadre du nouveau dispositif a été réalisé en 2004.

En 2022, la commune comptait 336 habitants, en évolution de −8,7 % par rapport à 2016 (Hautes-Alpes : +0,4 %, France hors Mayotte : +2,11 %).
| 1793 | 1800 | 1806 | 1821 | 1831 | 1836 | 1841 | 1846 | 1851 |
| ---- | ---- | ---- | ---- | ---- | ---- | ---- | ---- | ---- |
| 377  | 244  | 363  | 377  | 359  | 344  | 304  | 334  | 319  |

| 1856 | 1861 | 1866 | 1872 | 1876 | 1881 | 1886 | 1891 | 1896 |
| ---- | ---- | ---- | ---- | ---- | ---- | ---- | ---- | ---- |
| 309  | 302  | 303  | 267  | 258  | 282  | 270  | 252  | 242  |

| 1901 | 1906 | 1911 | 1921 | 1926 | 1931 | 1936 | 1946 | 1954 |
| ---- | ---- | ---- | ---- | ---- | ---- | ---- | ---- | ---- |
| 228  | 210  | 214  | 231  | 252  | 238  | 237  | 200  | 195  |

| 1962 | 1968 | 1975 | 1982 | 1990 | 1999 | 2004 | 2006 | 2009 |
| ---- | ---- | ---- | ---- | ---- | ---- | ---- | ---- | ---- |
| 179  | 174  | 176  | 258  | 267  | 274  | 307  | 344  | 321  |

| 2014 | 2019 | 2022 | - | - | - | - | - | - |
| ---- | ---- | ---- | - | - | - | - | - | - |
| 356  | 342  | 336  | - | - | - | - | - | - |

### Enseignement
Lazer ne possède aucune école.

## Culture locale et patrimoine

### Lieux et monuments
- Église Saint-Georges de Lazer.

### Héraldique
| Blason de Lazer | Blason  | Écartelé : au 1er et au 4e d'argent à trois roses de gueules en fasce, au 2e et au 3e d'or à un dauphin d'azur crêté, barbé, loré, peautré et oreillé de gueules. |
| Blason de Lazer | Détails | Le statut officiel du blason reste à déterminer. |